# Bandung
Bandung város Indonéziában, Jáva szigetének nyugati részén. Az ország harmadik legnagyobb városa (Jakarta és Surabaya után). Becsült lakossága 2014-ben 2,6 millió, az agglomerációé kb. 7,5-8 millió fő volt. Tengerszint feletti magassága 768 m.
Főleg egyetemeiről, textiliparáról és kávézóiról híres, a jakartaiak kedvelt hétvégi kirándulóhelye.

## Éghajlata
Tengerszint feletti magassága miatt a város éghajlata hűvösebb és párásabb, mint a legtöbb indonéziai városé, az évi középhőmérséklet 23,6 °C. Az esős évszak novembertől áprilisig tart.

## Népessége
A lakosság többsége szundanéz. A legnagyobb kisebbség a jávai. Ezenkívül élnek még kínaiak, indiaiak és koreaiak.

## Média
- Újságok: Pikiran rakyat,Galamedia,Tribun Jabar
- Tévécsatornák: TVRI Bandung, Space Toon BandungPadjanjaran TV, Bandung TV, IMTV Bandung, MQTV

## Oktatás
Több egyetem is megtalálható Bandungban, többek között a Telkom Műszaki Egyetem, a Bandung Műszaki Egyetem, a Padjajaran Egyetem és a Parahyangan Katolikus Egyetem. Az 1920-ban alapított Bandung Műszaki Egyetem Indonézia legidősebb egyeteme.

## Sport
- A város labdarúgócsapata a Persin Bandung. A csapat stadionja a Siliwangi Stadion.
- A városnak van egy kosárlabdacsapata, a Garuda Flexi.
- Ebben a városban született Taufik Hidayat tollaslabdázó, a 2004-es olimpia bajnoka, valamint Richie Regehr, a Calgary Flames volt, az Eisbären Berlin jelenlegi játékosa.

## Testvérvárosai
- Cebu, Fülöp-szigetek
- Braunschweig, Németország
- Fort Worth, Amerikai Egyesült Államok
- Szuvon, Dél-Korea
- Hamamacu, Japán
- Bari, Olaszország
- Kistapolcsány, Szlovákia
- Savannakhet, Laosz
- Udan Tai, Thaiföld